# Marieke (album)
Marieke è il quinto album in studio del cantautore belga Jacques Brel, pubblicato nel 1961.

## Tracce
1. Marieke
2. Le Moribond
3. Vivre debout
4. On n'oublie rien
5. Clara
6. Le prochain amour
7. L'ivrogne
8. Les prénoms de Paris
9. Les singes
10. Marieke (in Dutch)
11. Laat me niet alleen (Ne me quitte pas)
12. De apen (Les singes)
13. Men vergeet niets (On n'oublie rien)
14. Le prochain amour